# حیات وحش زیمبابوه

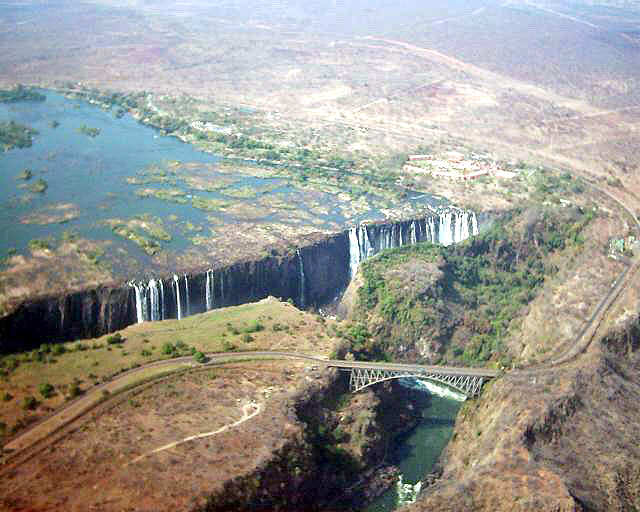
نمایی هوایی از آبشار ویکتوریا

حیات وحش زیمبابوه بیشتر در زمین‌های دورافتاده یا ناهموار، در پارک‌های ملی و مزارع حیات وحش خصوصی، در درختزارهای میومبو و آکاسیاهای خاردار یا پشته‌ها وجود دارد. زیاگان وحشی برجسته این کشور شامل گاومیش آفریقایی، فیل بیشه آفریقایی، کرگدن سیاه، زرافه جنوبی، پلنگ آفریقایی، شیر، گورخر دشتی و گونه‌های متعددی از شاخ‌درازان هستند.
معرفی قانون حفاظت از حیات وحش در سال ۱۹۶۰ منجر به بررسی تلفات حیات وحش در زیمبابوه از دهه ۱۹۶۰ شد. در دهه ۱۹۹۰ این کشور یکی از کشورهای پیشرو در آفریقا در حفاظت و مدیریت حیات وحش شد. در سال ۲۰۰۶ این کشور گزارش کرد که سالانه ۳۰۰ میلیون دلار آمریکا از حیات وحشش در مناطق حفاظت‌شده، مناطق مدیریت حیات وحش اداره‌شده توسط روستاها و جوامع و در مزارع و ذخیره‌گاه‌های خصوصی شکار به‌دست آورده‌است. هیئت حیات وحش و پارک‌ها متشکل از دوازده عضو مسئول این فعالیت و تصمیم برای مسائل سیاستی تحت نظر وزارت مدیریت محیط زیست و منابع طبیعی است.